# Dasyhelea
Dasyhelea är ett släkte av tvåvingar som beskrevs av Jean-Jacques Kieffer 1911. Dasyhelea ingår i familjen svidknott.

## Dottertaxa tillDasyhelea, i alfabetisk ordning[1][2]
- Dasyhelea abdominalis
- Dasyhelea abhazica
- Dasyhelea abonnenci
- Dasyhelea abreui
- Dasyhelea abronica
- Dasyhelea abyenensis
- Dasyhelea acuminata
- Dasyhelea adami
- Dasyhelea adjaniae
- Dasyhelea aegealitis
- Dasyhelea aeratipennis
- Dasyhelea affinis
- Dasyhelea afghanica
- Dasyhelea africana
- Dasyhelea aithalodes
- Dasyhelea albidigaster
- Dasyhelea albidipes
- Dasyhelea albiscapula
- Dasyhelea albohalterata
- Dasyhelea albopicta
- Dasyhelea alborpruinosa
- Dasyhelea alboscutellata
- Dasyhelea alboverrucosa
- Dasyhelea algarum
- Dasyhelea alonensis
- Dasyhelea alticola
- Dasyhelea ampla
- Dasyhelea ampullariae
- Dasyhelea ancora
- Dasyhelea andensis
- Dasyhelea aperta
- Dasyhelea apiculata
- Dasyhelea arciforceps
- Dasyhelea arenivaga
- Dasyhelea arenosa
- Dasyhelea argentinensis
- Dasyhelea aristolochiae
- Dasyhelea assimilis
- Dasyhelea atlantis
- Dasyhelea atra
- Dasyhelea atrata
- Dasyhelea atrifemorata
- Dasyhelea atrolaevis
- Dasyhelea atronotata
- Dasyhelea atrostriata
- Dasyhelea aucklandensis
- Dasyhelea auli
- Dasyhelea aurantiaca
- Dasyhelea aurensis
- Dasyhelea australia
- Dasyhelea awadi
- Dasyhelea azteca
- Dasyhelea bactriana
- Dasyhelea baculata
- Dasyhelea bahamensis
- Dasyhelea bajensis
- Dasyhelea baltica
- Dasyhelea bamianica
- Dasyhelea begueti
- Dasyhelea bensoni
- Dasyhelea bermudae
- Dasyhelea biannulata
- Dasyhelea bicolorea
- Dasyhelea bicornis
- Dasyhelea bicrenata
- Dasyhelea bifida
- Dasyhelea bifurcata
- Dasyhelea bihamata
- Dasyhelea bilineata
- Dasyhelea bilobata
- Dasyhelea bipunctata
- Dasyhelea biseriata
- Dasyhelea biskraensis
- Dasyhelea biunguis
- Dasyhelea bolei
- Dasyhelea boothi
- Dasyhelea borbonica
- Dasyhelea brevicornis
- Dasyhelea brevicosta
- Dasyhelea brevimana
- Dasyhelea brookmani
- Dasyhelea brunnea
- Dasyhelea bullocki
- Dasyhelea cactorum
- Dasyhelea caesia
- Dasyhelea calvescens
- Dasyhelea calycata
- Dasyhelea canariensis
- Dasyhelea caribbeana
- Dasyhelea carolinensis
- Dasyhelea cellulana
- Dasyhelea centridorsalis
- Dasyhelea chambiensis
- Dasyhelea chani
- Dasyhelea chilensis
- Dasyhelea cincta
- Dasyhelea clavifula
- Dasyhelea coarctata
- Dasyhelea cogani
- Dasyhelea columbiana
- Dasyhelea columna
- Dasyhelea communis
- Dasyhelea confinis
- Dasyhelea contigua
- Dasyhelea corinneae
- Dasyhelea cornuta
- Dasyhelea correntina
- Dasyhelea crassipilosa
- Dasyhelea crassiseta
- Dasyhelea croceoscutellata
- Dasyhelea cuneata
- Dasyhelea curticoma
- Dasyhelea curtiradialis
- Dasyhelea curtivitta
- Dasyhelea dampfi
- Dasyhelea dasyptera
- Dasyhelea davidi
- Dasyhelea decempunctata
- Dasyhelea decoratissima
- Dasyhelea deemingi
- Dasyhelea dehalperti
- Dasyhelea dentiforceps
- Dasyhelea dieuzeidei
- Dasyhelea digna
- Dasyhelea dimota
- Dasyhelea dioxyria
- Dasyhelea diplosis
- Dasyhelea distalis
- Dasyhelea divergens
- Dasyhelea dufouri
- Dasyhelea dupliforceps
- Dasyhelea dybasi
- Dasyhelea echinatus
- Dasyhelea effusa
- Dasyhelea egypti
- Dasyhelea eremita
- Dasyhelea erici
- Dasyhelea ermeri
- Dasyhelea erythrogaster
- Dasyhelea esakii
- Dasyhelea estonica
- Dasyhelea europaea
- Dasyhelea excellentis
- Dasyhelea eximia
- Dasyhelea falcata
- Dasyhelea falculata
- Dasyhelea fallax
- Dasyhelea fasciigera
- Dasyhelea fascilgera
- Dasyhelea fenerivensis
- Dasyhelea fenestralis
- Dasyhelea ferruginosa
- Dasyhelea festiva
- Dasyhelea filibranchia
- Dasyhelea flava
- Dasyhelea flaveola
- Dasyhelea flavescens
- Dasyhelea flavibasalis
- Dasyhelea flavicauda
- Dasyhelea flavicaudalis
- Dasyhelea flaviformis
- Dasyhelea flavifrons
- Dasyhelea flavimanus
- Dasyhelea flavipicta
- Dasyhelea flaviventris
- Dasyhelea flavodcapularis
- Dasyhelea flavohumeralis
- Dasyhelea flavopyga
- Dasyhelea flavoscutellata
- Dasyhelea floricola
- Dasyhelea fontana
- Dasyhelea forficata
- Dasyhelea formosana
- Dasyhelea forsteri
- Dasyhelea fosteri
- Dasyhelea franzella
- Dasyhelea fraterculus
- Dasyhelea fulvicauda
- Dasyhelea fulvosa
- Dasyhelea fumala
- Dasyhelea funebris
- Dasyhelea fungivora
- Dasyhelea furcata
- Dasyhelea furcillifera
- Dasyhelea furcula
- Dasyhelea furva
- Dasyhelea fusca
- Dasyhelea fusciformis
- Dasyhelea fuscipleuris
- Dasyhelea fusciscutellata
- Dasyhelea fuscocincta
- Dasyhelea galbiscutellata
- Dasyhelea georgei
- Dasyhelea gigantosalpinx
- Dasyhelea glukhovae
- Dasyhelea grata
- Dasyhelea grenieri
- Dasyhelea gressitti
- Dasyhelea grisea
- Dasyhelea griseithorax
- Dasyhelea griseola
- Dasyhelea guadeloupensis
- Dasyhelea guanchense
- Dasyhelea halophila
- Dasyhelea hamardabani
- Dasyhelea hamata
- Dasyhelea hanoiensis
- Dasyhelea hawaiiensis
- Dasyhelea heliophila
- Dasyhelea heurui
- Dasyhelea heyuxiani
- Dasyhelea hiemalis
- Dasyhelea hihifoi
- Dasyhelea hippolytae
- Dasyhelea hirtipes
- Dasyhelea hitchcocki
- Dasyhelea holosericea
- Dasyhelea homocera
- Dasyhelea hondurensis
- Dasyhelea huasteca
- Dasyhelea humilis
- Dasyhelea hutsoni
- Dasyhelea immaculata
- Dasyhelea imperfecta
- Dasyhelea incisurata
- Dasyhelea inclusa
- Dasyhelea inconspicuosa
- Dasyhelea insignicornis
- Dasyhelea insignipalpis
- Dasyhelea insons
- Dasyhelea insularis
- Dasyhelea insulicola
- Dasyhelea intermedia
- Dasyhelea intonsa
- Dasyhelea ismalilliae
- Dasyhelea jamaicensis
- Dasyhelea johannseni
- Dasyhelea joycei
- Dasyhelea jucunda
- Dasyhelea karelica
- Dasyhelea kibunensis
- Dasyhelea kisantuensis
- Dasyhelea kodoriensis
- Dasyhelea koenigi
- Dasyhelea korfoensis
- Dasyhelea kruppi
- Dasyhelea kunmingensis
- Dasyhelea kurensis
- Dasyhelea kyotoensis
- Dasyhelea kyrenica
- Dasyhelea labourdonnaisi
- Dasyhelea lacustris
- Dasyhelea laeta
- Dasyhelea larundae
- Dasyhelea latiforceps
- Dasyhelea ledi
- Dasyhelea lediformis
- Dasyhelea leporis
- Dasyhelea leptobranchia
- Dasyhelea leptocladus
- Dasyhelea lignicola
- Dasyhelea lineata
- Dasyhelea lithotelmatica
- Dasyhelea littoralis
- Dasyhelea longicoma
- Dasyhelea longicornis
- Dasyhelea longituba
- Dasyhelea lucida
- Dasyhelea ludingensis
- Dasyhelea lugensis
- Dasyhelea lutea
- Dasyhelea luteipalpis
- Dasyhelea luteiventris
- Dasyhelea luteocincta
- Dasyhelea luteogrisea
- Dasyhelea luteola
- Dasyhelea luteoscutellata
- Dasyhelea macrostoma
- Dasyhelea maculata
- Dasyhelea major
- Dasyhelea malleolus
- Dasyhelea manassi
- Dasyhelea maricola
- Dasyhelea maritima
- Dasyhelea matubae
- Dasyhelea mcmillani
- Dasyhelea mediomunda
- Dasyhelea messersmithi
- Dasyhelea microsporea
- Dasyhelea minima
- Dasyhelea minuscula
- Dasyhelea minutissima
- Dasyhelea moascari
- Dasyhelea mocambicana
- Dasyhelea modesta
- Dasyhelea monilicornis
- Dasyhelea montana
- Dasyhelea monticola
- Dasyhelea montivaga
- Dasyhelea montivegeta
- Dasyhelea morrisoni
- Dasyhelea multifascia
- Dasyhelea muradovi
- Dasyhelea mutabilis
- Dasyhelea myrmedon
- Dasyhelea nandina
- Dasyhelea navai
- Dasyhelea navaiae
- Dasyhelea necrophila
- Dasyhelea neobifurcata
- Dasyhelea neocaledoniensis
- Dasyhelea nepenthicola
- Dasyhelea nigella
- Dasyhelea nigeriae
- Dasyhelea nigricans
- Dasyhelea nigrina
- Dasyhelea nigripygma
- Dasyhelea nigristigmata
- Dasyhelea nigritula
- Dasyhelea nigrofusca
- Dasyhelea nigroris
- Dasyhelea nilssoni
- Dasyhelea nitidula
- Dasyhelea noctuabunda
- Dasyhelea notata
- Dasyhelea nudipennis
- Dasyhelea nyasae
- Dasyhelea obscura
- Dasyhelea obscurella
- Dasyhelea occasus
- Dasyhelea omoxantha
- Dasyhelea opaca
- Dasyhelea oppressa
- Dasyhelea oreocincta
- Dasyhelea oribates
- Dasyhelea ornaticornis
- Dasyhelea ornatigaster
- Dasyhelea pacifica
- Dasyhelea palauensis
- Dasyhelea pallens
- Dasyhelea pallidihalter
- Dasyhelea pallidiventris
- Dasyhelea pallivittae
- Dasyhelea palloris
- Dasyhelea paludicola
- Dasyhelea paracincta
- Dasyhelea paracuminata
- Dasyhelea paragrata
- Dasyhelea parahybae
- Dasyhelea parallela
- Dasyhelea parcepilosa
- Dasyhelea parva
- Dasyhelea parvifulva
- Dasyhelea parvinigra
- Dasyhelea parvistylata
- Dasyhelea patagonica
- Dasyhelea paulistana
- Dasyhelea peculiopa
- Dasyhelea peliliouensis
- Dasyhelea pelletieri
- Dasyhelea pentalineata
- Dasyhelea penthesileae
- Dasyhelea perfida
- Dasyhelea perrara
- Dasyhelea philotherma
- Dasyhelea picata
- Dasyhelea pictiventris
- Dasyhelea platychaeta
- Dasyhelea polita
- Dasyhelea pollex
- Dasyhelea pollinosa
- Dasyhelea pritchardi
- Dasyhelea pseudocincta
- Dasyhelea pseudoincisurata
- Dasyhelea pulchripes
- Dasyhelea pumila
- Dasyhelea punctatipennis
- Dasyhelea punctiformis
- Dasyhelea punctiventris
- Dasyhelea punctosa
- Dasyhelea pusilla
- Dasyhelea pygmaea
- Dasyhelea pyrsonota
- Dasyhelea qinghaiensis
- Dasyhelea quadrilobata
- Dasyhelea quaternihamata
- Dasyhelea quinquetaeniata
- Dasyhelea radialis
- Dasyhelea raripilosa
- Dasyhelea retorta
- Dasyhelea reynoldsi
- Dasyhelea rostrosericea
- Dasyhelea russa
- Dasyhelea ryckmani
- Dasyhelea sabroskyi
- Dasyhelea sagittifera
- Dasyhelea salinaria
- Dasyhelea salta
- Dasyhelea saltensis
- Dasyhelea sanctaemariae
- Dasyhelea sanctaemarthae
- Dasyhelea saprophila
- Dasyhelea saxicola
- Dasyhelea scapularis
- Dasyhelea schizothrixi
- Dasyhelea schumanni
- Dasyhelea scissurae
- Dasyhelea scotti
- Dasyhelea scutellaris
- Dasyhelea seminigra
- Dasyhelea semistriata
- Dasyhelea septuosa
- Dasyhelea sericata
- Dasyhelea sericatoides
- Dasyhelea serrata
- Dasyhelea serristernum
- Dasyhelea setiger
- Dasyhelea setoensis
- Dasyhelea sexlineata
- Dasyhelea seychellensis
- Dasyhelea shannoni
- Dasyhelea signata
- Dasyhelea similaris
- Dasyhelea similinigrina
- Dasyhelea similis
- Dasyhelea simillima
- Dasyhelea simpliradialis
- Dasyhelea simulator
- Dasyhelea sinclairi
- Dasyhelea skierskae
- Dasyhelea sonorensis
- Dasyhelea soutini
- Dasyhelea spathicercus
- Dasyhelea speciosa
- Dasyhelea spiniforma
- Dasyhelea spiralis
- Dasyhelea stackelbergi
- Dasyhelea stellata
- Dasyhelea stemlerae
- Dasyhelea sternalis
- Dasyhelea storai
- Dasyhelea strigosa
- Dasyhelea striipennis
- Dasyhelea suarezi
- Dasyhelea subehinatus
- Dasyhelea subgrata
- Dasyhelea sublettei
- Dasyhelea subperfida
- Dasyhelea subscutellata
- Dasyhelea suntari
- Dasyhelea szegedensis
- Dasyhelea sziladyi
- Dasyhelea taiwana
- Dasyhelea taiwanensis
- Dasyhelea tamsi
- Dasyhelea tarsalis
- Dasyhelea taurica
- Dasyhelea tecticola
- Dasyhelea tenebrosa
- Dasyhelea tenerifensis
- Dasyhelea tenerrima
- Dasyhelea tersa
- Dasyhelea tessicola
- Dasyhelea thalestris
- Dasyhelea theobromatis
- Dasyhelea thompsoni
- Dasyhelea thomsenae
- Dasyhelea tianshana
- Dasyhelea tiberstiensis
- Dasyhelea tigalatensis
- Dasyhelea townesi
- Dasyhelea transvallensis
- Dasyhelea traverae
- Dasyhelea trifasciata
- Dasyhelea trigonata
- Dasyhelea tristyla
- Dasyhelea tropica
- Dasyhelea truncata
- Dasyhelea tshatkalensis
- Dasyhelea tuberculata
- Dasyhelea tugelae
- Dasyhelea turanicola
- Dasyhelea turficola
- Dasyhelea tymicola
- Dasyhelea unbedarfti
- Dasyhelea undosternum
- Dasyhelea unguistylus
- Dasyhelea unicolor
- Dasyhelea upsilon
- Dasyhelea waldiae
- Dasyhelea varicornis
- Dasyhelea velutina
- Dasyhelea verdieri
- Dasyhelea vernalis
- Dasyhelea versicolor
- Dasyhelea verticillata
- Dasyhelea villospies
- Dasyhelea viridans
- Dasyhelea wirthi
- Dasyhelea wirthicola
- Dasyhelea vittata
- Dasyhelea vittula
- Dasyhelea vittulae
- Dasyhelea wuelkeri
- Dasyhelea wushi
- Dasyhelea yoshimurai
- Dasyhelea zavreli